# Chloroperla tripunctata
Chloroperla tripunctata är en bäcksländeart som först beskrevs av Giovanni Antonio Scopoli 1763.  Chloroperla tripunctata ingår i släktet Chloroperla och familjen blekbäcksländor. Inga underarter finns listade i Catalogue of Life.